# Primera División de fútbol femenino de Chile
La Primera División de Fútbol Femenino de Chile (conocida como Liga Femenina, y por motivos de patrocinio como Liga Femenina SQM) es la máxima categoría del fútbol femenino profesional en Chile. La liga es organizada por la Asociación Nacional de Fútbol Profesional (ANFP), perteneciente a la Federación de Fútbol de Chile.
En este torneo del fútbol femenino participan equipos asociados a la ANFP, y actualmente está integrada por 16 clubes. Sin embargo, han existido algunas excepciones, como la de Ferroviarios, que participó por primera vez en el torneo de 2008, mientras que el plantel masculino era parte de la Tercera División y como tal, estaba afiliado a la ANFA.
También se hizo una excepción con el equipo de la Universidad Austral que participó desde 2013 hasta 2018, sin tener un equipo masculino profesional. Algo similar sucedió con Fernández Vial Femenino, que es un club que no guarda relación directa con Fernández Vial SADP. A pesar de aquello, con la desafiliación del club masculino de la ANFP se había desafiliado con ello al femenino, por lo que esta rama femenina pasó a llamarse Naval de Talcahuano, ya que para continuar participando debió tomar el nombre de un club federado, siendo Naval el club que las acogió, hasta que retomó su nombre anterior en 2018.
Otros clubes que no poseen equipo masculino y que participaron de este torneo son Boston College y el Recreativo Puerto Varas.
El primer campeonato oficial de fútbol femenino en Chile comenzó el 10 de mayo de 2008, en las canchas del Complejo de la ANFP en Quilín. El campeón de aquella primera temporada fue Everton.
En marzo de 2022, la Primera División de fútbol femenino de Chile pasará a ser profesional de tiempo completo, poniendo fin a una década de estatus semiprofesional de la liga, que se implementará a partir de 2023.

## Sistema de competición
Se enfrentarán los 14 equipos en partidos todos-contra-todos, en dos ruedas, totalizando una cantidad de 26 fechas. Los equipos que finalicen entre las primeras ocho posiciones clasificarán a la instancia de cuartos de final, para determinar al campeón. En tanto, los equipos que perderán la categoría serán los dos últimos de la fase regular. 

## Equipos participantes
Lista de equipos participantes del Torneo 2024:
| Equipo                    | Ciudad                        | Entrenador          | Estadio                                                 |
| ------------------------- | ----------------------------- | ------------------- | ------------------------------------------------------- |
| Audax Italiano            | Puente Alto                   | Sol Frost           | Complejo Deportivo Ciudad de Campeones                  |
| Cobresal                  | Puente Alto                   | Mónica Ledezma      | Estadio Municipal de Puente Alto                        |
| Colo-Colo                 | Santiago (Macul)              | Tatiele Silveira    | Monumental                                              |
| Coquimbo Unido            | Coquimbo                      | Ignacio González    | Complejo Deportivo Las Rosas                            |
| Deportes Antofagasta      | María Elena                   | Aldo Chanampa       | Estadio Municipal de María Elena                        |
| Deportes Iquique          | Iquique                       | Claudio Quintillani | Complejo Deportivo Césare Rossi                         |
| Everton                   | Viña del Mar                  | Pablo Guerra        | Estadio Sausalito                                       |
| Palestino                 | Santiago (La Cisterna)        | Rodrigo Figueroa    | Estadio Municipal de La Cisterna                        |
| Santiago Morning          | Santiago (La Pintana)         | Paula Navarro       | Estadio Municipal de La Pintana                         |
| Unión Española            | Santiago (Independencia)      | Andrés Aguayo       | Estadio Santa Laura                                     |
| Universidad Católica      | Santiago (Las Condes)         | Angel Hualde        | Complejo de Fútbol Raimundo Tupper Lyon                 |
| Universidad de Chile      | Santiago (Maipú y La Pintana) | Nilson Concha       | Estadio Santiago Bueras Estadio Municipal de La Pintana |
| Universidad de Concepción | Talcahuano Concepción         | Marcelo Valenzuela  | Estadio El Morro Estadio Universidad de Concepción      |

## Característica de la competencia
La principal característica de la Primera División de fútbol femenino de Chile, es que en su mayoría y en casi la totalidad de los casos, solo participan equipos asociados a la ANFP, que poseen al equipo profesional masculino federado a la Asociación. Para la temporada 2023, los clubes participantes se encuentran entre Iquique y Puerto Montt, consolidándose como uno de los campeonatos de mayor cobertura territorial y duración anual de Sudamérica.
La implicación de los clubes profesionales en esta competición serán de vital importancia y de hecho, los partidos de la liga femenina serán programados como preliminares de los encuentros del equipo masculino profesional, con lo que las chicas reciben el apoyo de las hinchadas de sus clubes. Lo anterior solo lo han acatado y respetado algunos clubes, por lo que la importancia y masificación del fútbol femenino es muy baja, en general asistiendo los familiares y amigos de las jugadoras. Aunque existen excepciones de barras, que han apoyado a sus equipos femeninos y son, por ejemplo, Everton, Unión Española, Universidad de Concepción, Universidad de Chile y Colo Colo, que posee el récord de más fanáticos en un partido en la semifinal 2023 contra Universidad de Chile en el estadio Monumental.

## Cobertura mediática
La transmisión en vivo de la Primera División de fútbol femenino de Chile estuvo a cargo del canal Liv TV desde el 27 de julio de 2008 hasta 2010. 
Luego de caducar el contrato con la anterior cadena televisiva, el campeonato dejó de televisarse y pasó a ser cubierto solo de manera parcial por el sitio web de la ANFP, además de los sitios de cada uno de los clubes.
A partir del Torneo de Apertura 2012, los partidos más importantes de cada fecha son radiotransmitidos por CNX Radio Chile, una radio online que obtuvo de la ANFP la autorización para transmitir, de forma exclusiva, los campeonatos de fútbol femenino en sus categorías adulta y sub-17.[cita requerida]
Entre 2015 a 2020 los derechos televisivos fueron propiedad del CDF, empezando con la final del Torneo Apertura 2015 que disputaron Colo Colo y Universidad de Chile, que terminó con triunfo para las albas. Además, en 2017 LVP Sport transmitió encuentros tanto del Torneo de Apertura como Clausura, además de las finales de ambos campeonatos.
Desde 2021, DirecTV Sports tuvo los derechos de televisación de un partido por fecha del campeonato por 2 temporadas, emitiéndose el resto por medios independientes o los propios clubes por internet.
En 2023 la ANFP declaró desierta la licitación por los derechos de televisión del Campeonato Femenino, los partidos de local serían transmitidos por los equipos en cuestión, a pesar de esto, el Campeonato Chileno transmitió por su canal de YouTube la definición de Chile 2, mientras que Chilevisión y Zapping Sports transmitieron la final

## Palmarés

### Campeonatos por año
| Año             | Campeón                               | Subcampeón                            | Ref.   |
| --------------- | ------------------------------------- | ------------------------------------- | ------ |
| 2008            | Everton (1)                           | Universidad de Chile                  | [ 10 ] |
| 2009            | Everton (2)                           | Coquimbo Unido                        | [ 11 ] |
| 2010            | Colo-Colo (1)                         | Everton                               | [ 12 ] |
| Apertura 2011   | Colo-Colo (2)                         | Everton                               | [ 13 ] |
| Clausura 2011   | Colo-Colo (3)                         | Everton                               | [ 14 ] |
| Apertura 2012   | Colo-Colo (4)                         | Everton                               | [ 15 ] |
| Clausura 2012   | Colo-Colo (5)                         | Everton                               | [ 16 ] |
| Apertura 2013   | Colo-Colo (6)                         | Everton                               | [ 17 ] |
| Clausura 2013   | Colo-Colo (7)                         | Santiago Wanderers                    | [ 18 ] |
| Apertura 2014   | Colo-Colo (8)                         | Santiago Morning                      | [ 19 ] |
| Clausura 2014   | Colo-Colo (9)                         | Santiago Morning                      | [ 20 ] |
| Apertura 2015   | Colo-Colo (10)                        | Universidad de Chile                  | [ 21 ] |
| Clausura 2015   | Palestino (1)                         | Colo-Colo                             | [ 22 ] |
| Apertura 2016   | Universidad de Chile (1)              | Palestino                             | [ 23 ] |
| Clausura 2016   | Colo-Colo (11)                        | Santiago Morning                      | [ 24 ] |
| Apertura 2017   | Colo-Colo (12)                        | Palestino                             | [ 25 ] |
| Clausura 2017   | Colo-Colo (13)                        | Santiago Morning                      | [ 26 ] |
| 2018            | Santiago Morning (1)                  | Palestino                             | [ 27 ] |
| 2019            | Santiago Morning (2)                  | Colo-Colo                             | [ 28 ] |
| 2020            | Cancelado por la Pandemia de COVID-19 | Cancelado por la Pandemia de COVID-19 | [ 29 ] |
| Transición 2020 | Santiago Morning (3)                  | Universidad de Chile                  |        |
| 2021            | Universidad de Chile (2)              | Santiago Morning                      |        |
| 2022            | Colo-Colo (14)                        | Universidad de Chile                  | [ 30 ] |
| 2023            | Colo-Colo (15)                        | Santiago Morning                      | [ 31 ] |
| 2024            | Colo-Colo (16)                        | Universidad de Chile                  | [ 32 ] |

### Títulos por equipo
| Club                 | Campeón | Temporadas campeón | Segundo | Temporadas segundo                           |
| -------------------- | ------- | --- | ------- | -------------------------------------------- |
| Colo-Colo            | 16      | 2010, A-2011, C-2011, A-2012, C-2012, A-2013, C-2013, A-2014, C-2014, A-2015, C-2016, A-2017, C-2017, 2022, 2023, 2024 | 2       | C-2015, 2019                                 |
| Santiago Morning     | 3       | 2018, 2019, T-2020 | 6       | A-2014, C-2014, C-2016, C-2017, 2021, 2023   |
| Everton              | 2       | 2008, 2009 | 6       | 2010, A-2011, C-2011, A-2012, C-2012, A-2013 |
| Universidad de Chile | 2       | A-2016, 2021 | 5       | 2008, A-2015, T-2020, 2022, 2024             |
| Palestino            | 1       | C-2015 | 3       | A-2016, A-2017, 2018                         |
| Coquimbo Unido       | 0       | | 1       | 2009                                         |
| Santiago Wanderers   | 0       | | 1       | C-2013                                       |

## Información adicional y récords

### Campeones consecutivos
| Decacampeonatos | Decacampeonatos | Decacampeonatos | Decacampeonatos                                                              |
| Campeonatos     | Club            | Veces           | Años campeón                                                                 |
| --------------- | --------------- | --------------- | ---------------------------------------------------------------------------- |
|                 | Colo-Colo       | 1               | 2010, A-2011, C-2011, A-2012, C-2012, A-2013, C-2013, A-2014, C-2014, A-2015 |

| Tricampeonatos | Tricampeonatos   | Tricampeonatos | Tricampeonatos                           |
| Campeonatos    | Club             | Veces          | Años campeón                             |
| -------------- | ---------------- | -------------- | ---------------------------------------- |
|                | Colo-Colo        | 2              | C-2016, A-2017, C-2017; 2022, 2023, 2024 |
|                | Santiago Morning | 1              | 2018, 2019, T-2020                       |

| Bicampeonatos | Bicampeonatos | Bicampeonatos | Bicampeonatos |
| Campeonatos   | Club          | Veces         | Años campeón  |
| ------------- | ------------- | ------------- | ------------- |
|               | Everton       | 1             | 2008, 2009    |